# Acer × freemanii
Acer × freemanii és un híbrid natural del gènere Acer dins la família de les sapindàcies (Sapindaceae). És un arbre natiu del nord-est dels Estats Units, resultat del creuament entre Acer rubrum i Acer saccharinum,

## Descripció
És un arbre caducifoli de capçada ovoïdal, amb una alçària d'entre 12 i 18 m, i una amplada de capçada d'entre 6 i 12 m. L'escorça és llisa i de color gris. Les fulles són simples i palmades, amb tres o cinc lòbuls; fan de 5 a 10 cm, són de color verd mitjà a l'anvers i verd blanquinós al revers, i a la tardor adquireixen diversos tons segons la varietat. La floració es produeix al principi de la primavera. Les flors són diminutes, de color verdós o vermellós, i s'agrupen en glomèruls. Els fruits, si es produeixen, són disàmares parcialment obertes, que maduren a l'estiu. A Barcelona es conrea la cultivar Autumn Blaze, de port ovoïdal erecte i fulles semblants a les de l'erable argentat, que a la tardor es tornen d'un bell color vermell ataronjat. No fa fruits. Tolera relativament les condicions de sequera.